# Ulica św. Jana Kapistrana we Wrocławiu

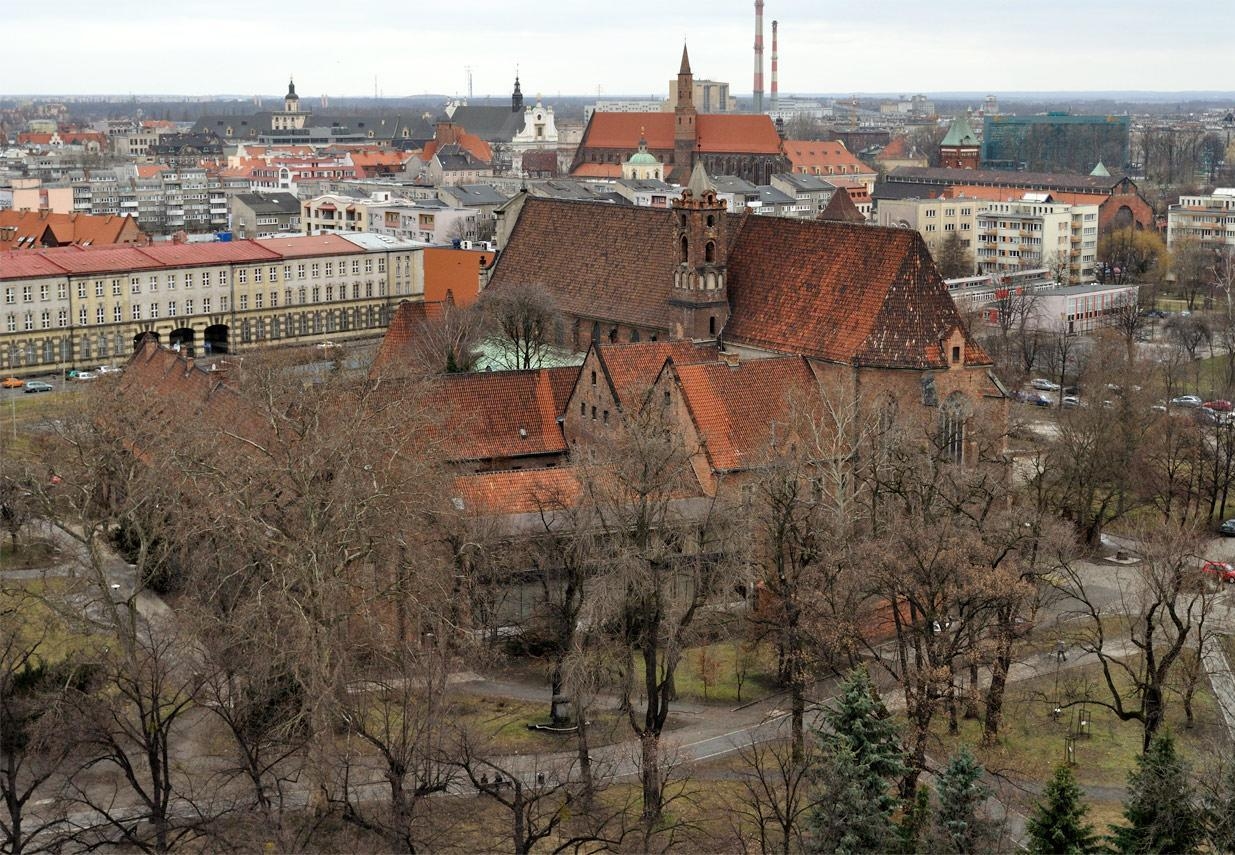
Skrzyżowanie z ul. J. Styki i W. Kossaka

Ulica św. Jana Kapistrana – ulica położona we Wrocławiu na Starym Mieście, w jego części nazywanej Nowym Miastem. Łączy ulicą Bernardyńską z ulicą Jana Styki i Wojciecha Kossaka. Całą południową pierzeję ulicy tworzy zabytkowy Kościół klasztorny pod wezwaniem św. Bernardyna ze Sieny, obecnie wchodzący w skład kompleksu zabudowy w którym mieści się Muzeum Architektury.

## Nazwy
W swojej historii ulica nosiła następujące nazwy:
- An der Bernhardinkirche, do 1945 r.[5]
- św. Jana, 23.11.1956 - 1993 r.[5]
- św. Jana Kapistrana, od 1993 r.[1][5]

## Układ drogowy
Ulice powiązane z ulicą św. Jana Kapistrana:
- ulica Bernardyńska[1][6]
- ulica Jana Styki i Wojciecha Kossaka[1][7].

Ulica położona jest na działce o powierzchni 526 m². Miejscowy plan zagospodarowania przestrzennego dla tego obszaru przewiduje ukształtowanie ulicy św. Jana Kapistrana w formie ciągu pieszo-rowerowego i placu.

## Zabudowa i zagospodarowanie
Jak wyżej zaznaczono po stronie południowej ulicy znajduje się kompleks historycznej zabudowy w którym mieści się Muzeum Architektury. Przy ulicy bezpośrednio leży kościół klasztory, a jego północna elewacja tworzy całą południową pierzeję przy ulicy. Strona północna ulicy to natomiast skwer obejmujący cały kwartał zawarty pomiędzy ulicami: św. Jana Kapistrana, Bernardyńską, Jana Styki i Wojciecha Kossaka oraz Jana Ewangelisty Purkyniego. Był on użytkowany na parking. Planowano również budowę w tym miejscu Muzeum Sztuki Współczesnej, dla której to inwestycji w 2009 r. wydana została decyzja o pozwoleniu na budowę, co wpisywało się w ustalenia miejscowego planu zagospodarowania przestrzennego, który przewiduje możliwość zabudowy terenu m.in. pod usługi kultury. Jednakże planów tych nie zrealizowano. Ostatecznie zdecydowano o powstaniu tu Skweru Wrocławianek, a decyzję o pozwoleniu na budowę wydano w 2019 r., co również oczywiście dopuszcza plan miejscowy. Działka ewidencyjna, na której powstanie nowy skwer ma powierzchnię 4.723 m². Wcześniej teren ten nosił nazwę: Zieleniec przy Purkyniego.
Przez długi czas wzdłuż ulicy składowane były w dwóch rzędach kamienne detale architektoniczne. W uwagach wniesionych do miejscowego planu zagospodarowania przestrzennego dla tego obszaru wprost wpisano konieczność likwidacji składowiska, ale nie został ten postulat uwzględniony.
Ulica położona jest w obszarze znajdującym się na wysokości bezwzględnej pomiędzy 118,0 a 118,5 m n.p.m.. Jest on objęty rejonem statystycznym nr 933180, w którym gęstość zaludnienia wynosiła 60 osób/km² przy 19 osobach zameldowanych (według stanu na dzień 31.12.2018 r.).

## Ochrona i zabytki

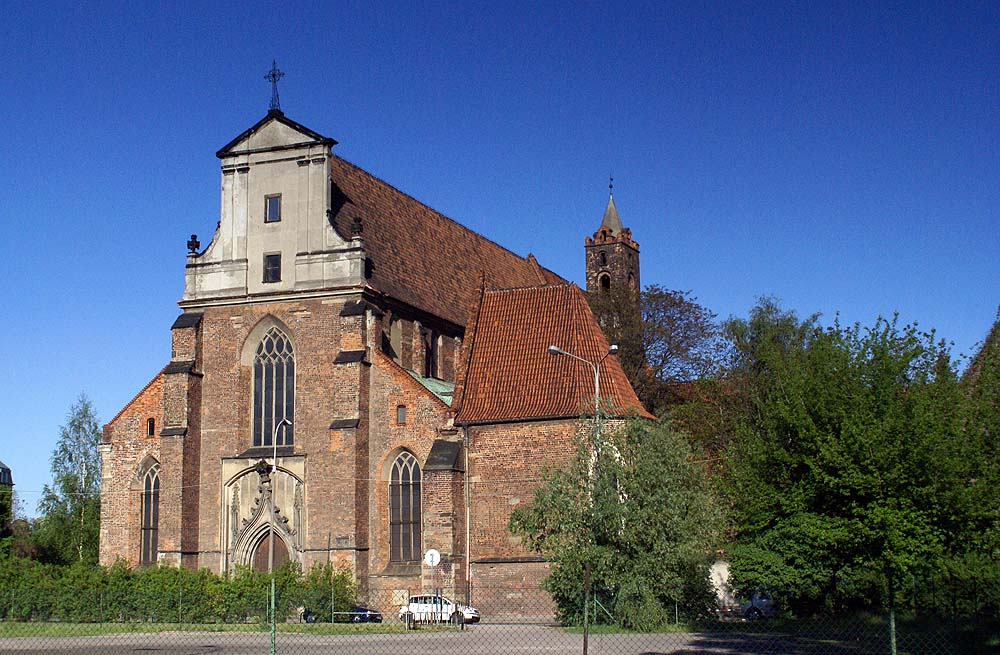
Kościół

Obszar, na którym położona jest ulica św. Jana Kapistrana, podlega ochronie w ramach zespołu urbanistycznego Starego Miasta z XIII–XIX wieku, wpisanego do rejestru zabytków pod nr. rej.: 196 z 15.02.1962 oraz A/1580/212 z 12.05.1967 r.. Inną formą ochrony tych obszarów jest ustanowienie historycznego centrum miasta, w nieco szerszym obszarowo zakresie niż wyżej wskazany zespół urbanistyczny, jako pomnik historii  . Samo miasto włączyło ten obszar jako cenny i wymagający ochrony do Parku Kulturowego "Stare Miasto", który zakłada ochronę krajobrazu kulturowego oraz uporządkowanie, zachowanie i właściwe kształtowanie krajobrazu kulturowego oraz historycznego charakteru najstarszej części miasta .
Jedynym zabytkiem położonym przy ulicy jest kościół klasztorny pod wezwaniem św. Bernardyna ze Sieny, obecnie wchodzący w skład kompleksu zabudowy w którym mieści się Muzeum Architektury. Obiekt został wpisany do rejestru zabytków dnia 28.11.1947 r. i 23.10.1961 r. pod numerem A/1298/16, w ramach całego zespołu klasztornego położonego przy ulicy Bernardyńskiej 5, obejmującego także klasztor, również wpisany do rejestru zabytków 8.11.1958 r. i 23.10.1961 r. pod numerem A/1299/17. Sam kościół zbudowany został w latach 1463-1502, a kolejne zdarzenia i znaczące prace budowlane z nim związane miały miejsce w latach 1609-1619, pożar – 1628 r., odbudowa do 1634 r., przebudowa w latach 1702-1704, renowacja w latach 1899-1901, zniszczony w 1945 r., odbudowa w latach 1956-1965.